# Betamax
Betamax («Бетама́кс») — формат полудюймовых видеокассет (12,7 мм) для бытового использования, разработанный корпорацией «Sony» в 1975 году на основе прежнего профессионального формата U-matic (19,1 мм). В формате Betamax применяется наклонно-строчная видеозапись. Формат был представлен в 1975 году, к 1984 году оборудование Betamax производили 12 компаний, однако так как число производителей альтернативного формата VHS в это время уже достигло сорока, то Sony признали поражение в этой «войне форматов» и также перешли на VHS, свернув производство Betamax.

## Технические характеристики носителя
- Ширина ленты: 12,70 мм (½ дюйма)
- Скорость ленты: 1,873 см/с (единственная скорость в CCIR (50/625))
- Размер кассеты: 156×96×25 мм
- Время записи: производились кассеты до 215 мин. Самые распространённые кассеты дают время записи в CCIR (L-750) 195 мин (3 ч 15 мин)
- Полоса частот видеотракта: примерно 3,2 МГц
- Горизонтальное разрешение: примерно 250 твл. Режим SuperBeta Pro (модель Sony SL-HF950) позволяет достичь 280 твл. Цифровой эквивалент, соответственно, 375 и 420 пикселей[источник не указан 160 дней]
- Вертикальное разрешение: 525 (486 видимых) либо 625 (576 видимых) строк[источник не указан 2527 дней]

## Форматы

### Betamax
Видеомагнитофон формата «Betamax» был разработан «Sony» для записи и воспроизведения кассет с 12,7-миллиметровой оксидной (позднее, в 1988 г., с металлопорошковой) лентой максимальной толщины 25 мкм, и обеспечивал разрешающую способность по горизонтали порядка 500 твл (только на магнитофонах, пишущих в формате Extended Definition Beta, появившихся в 1988 году). Кассета формата «Betamax» имела примерно на 20 % меньшие размеры по сравнению с кассетой формата VHS: 156×96×25 мм. Формат «Betamax» являлся широкополосным. В магнитофоне применялись ферритовые головки с сендастовым напылением. Формат обеспечивал три режима записи и воспроизведения: Beta, Beta II и Beta III (нормальная, замедленная в два и в четыре раза скорость; аналогично SP, LP и EP в формате VHS).
Видеомагнитофон формата «Betamax» зачастую оснащён такими же выходами и входами, как и видеомагнитофоны формата S-VHS: с разделением сигналов яркости и цветности. Видеомагнитофоны «Betamax» используют наклонно-строчную запись, которую обеспечивают две вращающиеся видеоголовки. Максимальная продолжительность воспроизведения колеблется от 30 до 220 минут и зависит от длины ленты в кассете. Отсутствие защитных промежутков между дорожками требует высокой равномерности хода ленты. Лентопротяжный механизм (ЛПМ) включает в себя специальные стабилизаторы, гасящие ударные искажения, возникающие при соприкосновении ленты с головкой.

### Superbeta
Дальнейшая разработка стандарта Betamax — Superbeta, появившаяся в середине 80-х годов, имела большее горизонтальное разрешение, но уступала в этом тогда недавно появившемуся формату Super VHS (по сравнению с Beta была повышена горизонтальная чёткость). Но благодаря своим «родовым» качествам, таким, как больший, чем у VHS, диаметр барабана с видеоголовками, большая скорость лента-головка, более качественная лента — отношение сигнал-шум у Superbeta лучше примерно на 15 дБ, следовательно, несмотря на формально меньшее разрешение, картинка в силу значительно более слабых шумов и помех выглядит чётче и чище, чем у S-VHS.

### ED-Beta
Усовершенствованная версия формата Superbeta с горизонтальным разрешением более 500 твл, появилась только на рынках США и Японии, попыток внедрить формат на европейский рынок не предпринималось, формат быстро исчез с рынка. Является лучшим аналоговым форматом для домашнего употребления, качество изображения и звука выше, чем у цифровых форматов DVD и DV. Прямыми конкурентами являются только D5, U-matic и Betacam SP. Совместим с предыдущими версиями формата. Аппараты в рабочем состоянии всё ещё можно купить на японских и американских интернет-аукционах, а также в некоторых специализированных интернет-магазинах. Хотя американские аппараты ED-Beta рассчитаны на частоту электросети 60 Гц, их можно использовать в сети 50 Гц, ценой неправильного хода часов.
Таким образом Betamax окончательно проиграл в «войне форматов» с видеостандартом VHS от компании JVC в сегменте домашнего видео.